# كارلو إردي
كارلو إردي (بالرومانية: Carlo Erdei)‏ هو لاعب كرة قدم روماني في مركز الوسط، ولد في 22 مارس 1996 في ساتو ماري في رومانيا. لعب مع جامعة كلوج وسي إس باندوري تارغو جيو.

## وصلات خارجية
- كارلو إردي على موقع اتحاد المجر (الهنغارية)
- كارلو إردي على موقع قاعدة بيانات كرة القدم.إي يو (الإنجليزية)
- كارلو إردي على موقع Soccerway.com (الإنجليزية)